# Buxerolles (Côte-d'Or)
Buxerolles é uma comuna francesa na região administrativa da Borgonha-Franco-Condado, no departamento de Côte-d'Or. Estende-se por uma área de 13 km². Em 2010 a comuna tinha 37 habitantes (densidade: 2,8 hab./km²).